# Rio Paraim
Rio Paraim är ett periodiskt vattendrag i Brasilien.   Det ligger i delstaten Piauí, i den östra delen av landet, 800 km nordost om huvudstaden Brasília.
Omgivningarna runt Rio Paraim är huvudsakligen savann. Runt Rio Paraim är det mycket glesbefolkat, med 3 invånare per kvadratkilometer.